# Adam Muchtin
Adam Muchtin (Velké Rovné kraj Žiline,  4. prosinca 1908. – Trsat, 21. kolovoza 1994.) bio je slovački katolički svećenik, slikar i prevoditelj.

## Životopis

### Djetinjstvo i obrazovanje
Rođen je 4. prosinca 1908. u mjestu Velké Rovné, otkuda su potjecali i njegov otac Adam (1880.) i majka Veronika (1879.) te je istoga dana po rođenju kršten u mjesnoj župnoj crkvi sv. Mihovila. God. 1910. obitelj dolazi u Hrvatsku i nastanjuje se na Trsatu, gdje otac otvara limarsku i žičarsku radionicu koja je preživjela i propadanje žičarstva završetkom Prvog svjetskog rata. Adamov stariji brat Josip umro je kao dijete u Slovačkoj, a mlađa sestra Marija rođena je 1911. na Trsatu.
Po izbijanju Velikog rata, otac je vojačen te se borio na više bojišta. Unatoč padu u rusko zarobljeništvo po završetku rata vratio se na Trsat. Za vrijeme rata, majka je često odlazila do Ogulina i Karlovca, otkud bi otkupšljena poljoprivredna dobra prodavala na sušačkoj tržnici. Adam od 1915. do 1919. pohađa pučku školu na Trsatu, zatim Sušačku realnu gimnaziju (1919. – 1923.) i Trgovačku akademiju, na kojoj 1927. maturira. Po polaganju mature, primljen je u bogoslovno sjemenište te na Bogoslovnom fakultetu u Zagrebu studira teologiju (1927. – 1931.).

### Svećeništvo
Za đakona ga u zagrebačkoj katedrali zaređuje pomoćni biskup zagrebački Dominik Premuš 1. ožujka 1931., a iste godine 29. lipnja nadbiskup Antun Bauer za svećenika. Mladu misu proslavio je u crkvi Majke Božje na Trsatu 5. srpnja. Svećeničku službu započinje u Senju, gdje predaje pri ženskoj stručnoj školi. U svibnju 1932. mlađa sestra mu umire od tuberkuloze. Dva tjedna prije njezine smrti imenovan je duhovnikom Banovinske bolnice na Sušaku, a predaje i vjeronauk u osnovnoj školi u Vežici i ženskoj osnovnoj školi na Sušaku. Dekretom je u ožujku 1935. imenovan duhovnikom Križarskog bratstva.
Muchtin je bio vlasnik sušačkog katoličkog tjednika Istina, čijim je urednikom (1938. – 1941.) bio don Josip Blažina. List je bio blizak Hrvatskom katoličkom pokretu. Radi širenja Sušaka, don Adam Muchtin pokreće gradnju crkve sv. Terezija od Djeteta Isusa te blagoslivlja temeljni kamen na Uskrsni ponedjeljak 1940.
Radovi su dovršeni u rujnu 1942. Po slikaru Carminu Butkoviću – Visintiniu obogaćuje svetište zidnom slikom svete Male Terezije, postavlja harmonij i potiče razvoj zborske i orguljaške djelatnosti. Radi nabave orgulja u vežičkoj crkvi 1964. prodaje dio obiteljske kuće na Trsatu. Od 1971. do 1983. bio je župnikom župe sv. Jurja na Trsatu.
U kolovozu 1993. ustanovljen mu je tumor desne strane pluća. Ponovno je hospitaliziran godinu dana kasnije zbog iscrpljenosti. Preminuo je 21. kolovoza 1994. u sušačkoj bolnici. Sprovod na trsatskom groblju vodio je, u nazočnosti mnoštva vjernika, nadbiskup msgr. Anton Tamarut. Na Josipovo 2013. posmrtni ostaci njegovi i njegove obitelji premješteni su u župnu crkvu svete Terezije od Djeteta Isusa na Podvežici.

## Ostavština
Za župnu crkvu na Podvežici naslikao je sliku Blažene Djevice Marije, svetog Josipa, oltarnu sliku svete Terezije te sliku svete Male Terezije kao sakristanke. Za crkvu u Bakarcu oltarne pale svete Obitelji i svete Terezije od Djeteta Isusa. U svetištu Majke Božje Goričke na otoku Krku nalazi se četrnaest slika Muchtinovog Križnog puta.
Sa slovačkog je preveo knjigu Krist i današnji čovjek Andreja Klimana te nekoliko članaka poučnog i duhovnog sadržaja, s talijanskog Život svete Ljudevite de Marillac Angela Troisia, vjerojatno za sestre Milosrdnice s kojima je radio u Banovinskoj bolnici na Sušaku, a sa slovenskog Crkveno slikarstvo Franca Stelea. Preveo je također za Križarsko bratstvo na Sušaku igrokaz Josipa Spillmanna Žrtva ispovijedne tajne. Ostali prijevodi, s drugih stranih jezika vezani su uz njegovu službu predavača crkvene umjetnosti na Visokoj bogoslovnoj školi u Rijeci te nekoliko autorskih skripti: Kritika umjetnosti, Kamen, drvo, kovine i boje, Povijest kršćanske umjetnosti te Oprema crkve. Autor je i niza predavanja, nagovora te nekoliko župnih spomenica. Novinarske uratke objavljivao je u tjedniku Istina i mjesečniku Zvona, a okušao se i u pejzažnoj i urbanističkoj fotografiji.

### Članci
- Šarić, Ivan. 2019. Crtice iz života mons. Adama Muchtina. Riječki teološki časopis. Riječki teološki časopis. Rijeka. 54 (2): 177–184